# Sielsowiet Wielkie Sioło
Sielsowiet Wielkie Sioło (biał. Велікасельскі сельсавет, ros. Великосельский сельсовет) – sielsowiet na Białorusi, w obwodzie brzeskim, w rejonie prużańskim, z siedzibą w Wielkim Siole.
Według spisu z 2009 sielsowiet Wielkie Sioło zamieszkiwało 970 osób, w tym 856 Białorusinów (88,2%), 49 Polaków (5,05%), 45 Ukraińców (4,64%) i 19 Rosjan (1,96%).

## Miejscowości
- agromiasteczka:
  - Starowola
  - Wielkie Sioło
- wsie:
  - Bakuny
  - Jałowa
  - Józefin
  - Juchnowicze
  - Lichosielce
  - Łozówka
  - Obrąb
  - Przedzielsk
  - Radeck
  - Zalesie
  - Zarzecze